# Хантер (Канзас)
Хантер (енгл. Hunter) град је у америчкој савезној држави Канзас.

## Демографија
По попису из 2010. године број становника је 57, што је 20 (-26,0%) становника мање него 2000. године.
| Група             | 2000.      | 2010.      |
| Белци             | 76 (98,7%) | 55 (96,5%) |
| Афроамериканци    | 0 (0,0%)   | 0 (0,0%)   |
| Азијати           | 0 (0,0%)   | 0 (0,0%)   |
| Хиспаноамериканци | 0 (0,0%)   | 1 (1,8%)   |
| Укупно            | 77         | 57         |